# Katrin Piepho
Katrin Piepho (geboren 1976 in Northeim) ist eine deutsche Juristin, Rechtsanwältin, Notarin und Richterin.

## Ausbildung
Katrin Piepho studierte an der Georg-August-Universität in Göttingen Rechtswissenschaft und leistete ihr Rechtsreferendariat in Bremen ab.
Seit 2007 ist sie Fachanwältin für Arbeitsrecht, 2009 qualifizierte sie sich zur Fachanwältin für Handels- und Gesellschaftsrecht und 2015 wurde sie zur Notarin bestellt.

## Beruflicher Werdegang
2003 wurde sie als Rechtsanwältin zugelassen und trat in die Bremer Wirtschaftskanzlei Kessler & Partner ein, wo sie ab 2007 als Partnerin tätig war. Anfang August 2015 wechselte die erfahrene Gesellschaftsrechtlerin als Partnerin zur Kanzlei Trentmann.
Ihre Schwerpunkte liegen in den Bereichen Arbeitsrecht, Handels- und Gesellschaftsrecht, Transaktionen M & A, Wirtschaftsrecht, Notariat, Immobilienrecht und Erbrecht.
Die Bremische Bürgerschaft wählte am 22. Juli 2015 Katrin Piepho für die Amtsperiode 2015 bis 2019 zum stellvertretenden Mitglied an den Staatsgerichtshofs der Freien Hansestadt Bremen.

## Verfahren
2014 vertrat sie einen der Beschwerdeführer der bundesweit über 37000 Beschwerdeführer um Peter Gauweiler in dem Verfahren zur Verfassungsgemäßheit des Euro-Rettungsschirms vor dem Bundesverfassungsgericht. Die Verfassungsbeschwerde war von der Tragweite und der Summe, um die es ging, der umfangreichste Fall, der dem höchsten deutschen Gericht in seiner Geschichte vorgelegt wurde. Die Beschwerdeführer scheiterten.

## Ämter und Mitgliedschaften
- Bis 2016: Beisitzerin, ab 2016 Stellvertreterin des Landesvorsitzenden der FDP Bremen[6]
- 2016–2020: Mitglied im Medienrat[7]

## Politisches Engagement
Bei der Bundestagswahl 2017 kandidierte Katrin Piepho auf dem Listenplatz 4 in Bremen für die FDP, wurde aber nicht gewählt.